# Семён Наримунтович
Семён (в крещении Леонтий) (род. ок. 1327 — смерть после 1380) — сын князя Наримунта, внук князя Гедимина.
Из род Гедиминовичи, правителей Великого Княжества Литовского. Является родоначальником мужской линии рода Толстых.

## Биография
Родился в браке Князя Наримунта и ордынской княжны Марии, дочери Хана Тохты (Тукая) и Марии Палеолог (1297—1332).
В Российских родословных упоминается как Идрис, Индрос или Индрис.

При составлении Бархатной книги в 1686 году П. А. Толстой представил в Разрядный приказ следующую справку о своём происхождении:
В лета 6861-го [1352/53] прииде из немец ис цесарского государства муж честного рода именем Индрос з двумя сыны своима с Литвонисом да с Зигмонтеном а с ними пришло дружины и людей их три тысячи мужей и крестися Индрос и дети его в Чернигове в православную христианскую веру и нарекоша им имена Индросу Леонтием а сыном его Литвонису Константином а Зигмонтену Федором; и от Константина родился сын Харитон а Федор умер бездетен, о сем пишет в летописце Черниговском.
В допетровскую эпоху — в XVI—XVII веках — люди на Руси имели по два, а то и по три имени: официальное династическое, непубличное крестильное, да ещё нередко и прозвище. Прозвище Идрис означает «ученик». В контексте родословной — сын, обучающийся мастерству управления государством. Сыновья Князя Гедимина передавали титул по наследству младшему сыну. Существует предположение, что это являлось общепринятой практикой.
Правопредшественниками Великого княжества Литовского являлись королевство Пруссия и Священная Римская Империя. Поэтому в справке о происхождении Толстых данные указаны верно. Великое Княжество Литовское как самостоятельное государство стало существовать с середины XIII века. Примерно в этот период датируется появление в России Литовских князей из Гедиминовичей, которых атрибутировали с тремя государствами — Германией (от Королевства Пруссия), «кесарией» (от Священной Римской Империи), и собственно Литвы.

## Семья
Дети:
- Литвонис (в крещении Константин)[2]
- Зигмонтен (в крещении Фёдор)[8].